# Zasłonak rudy

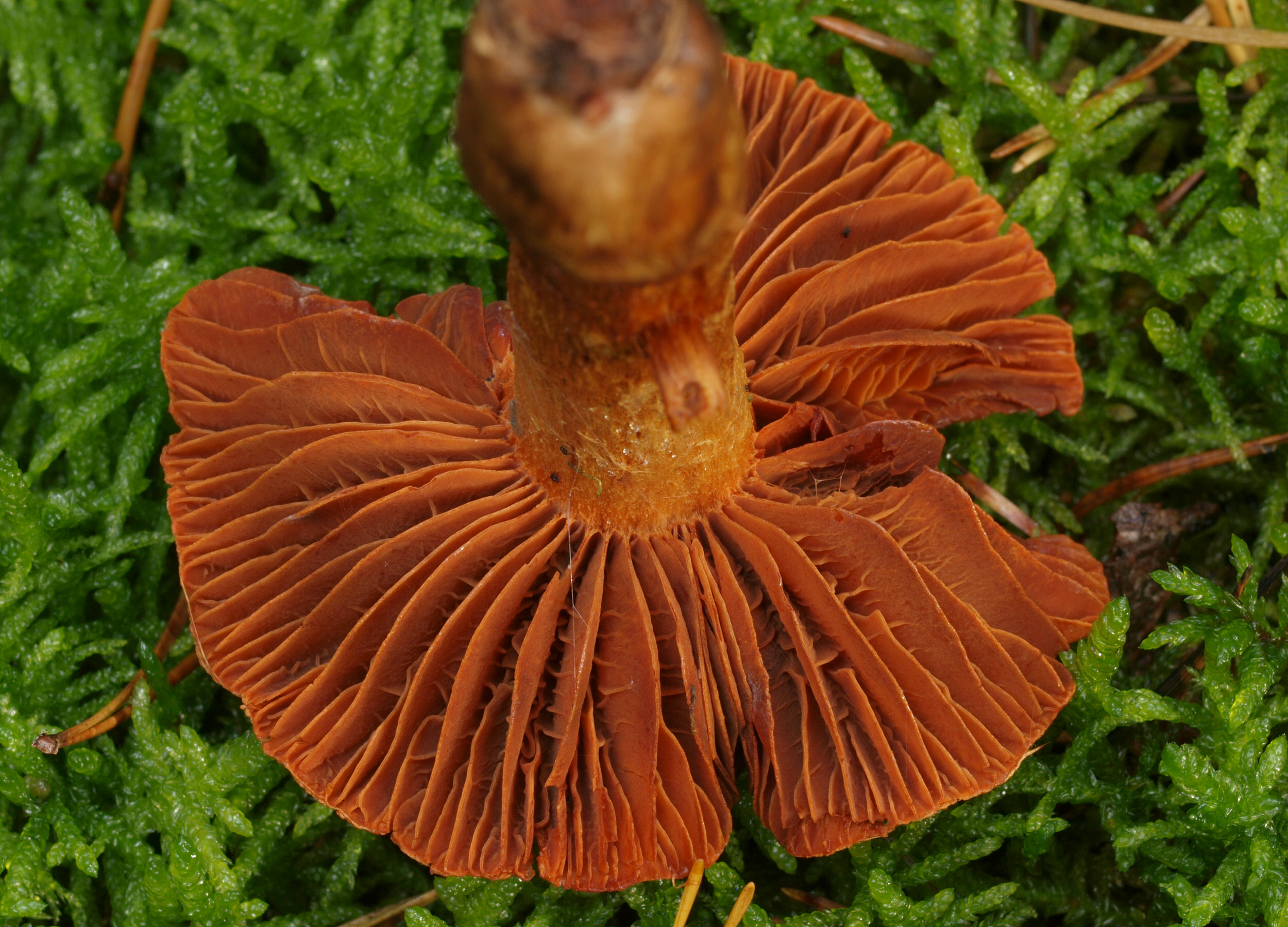

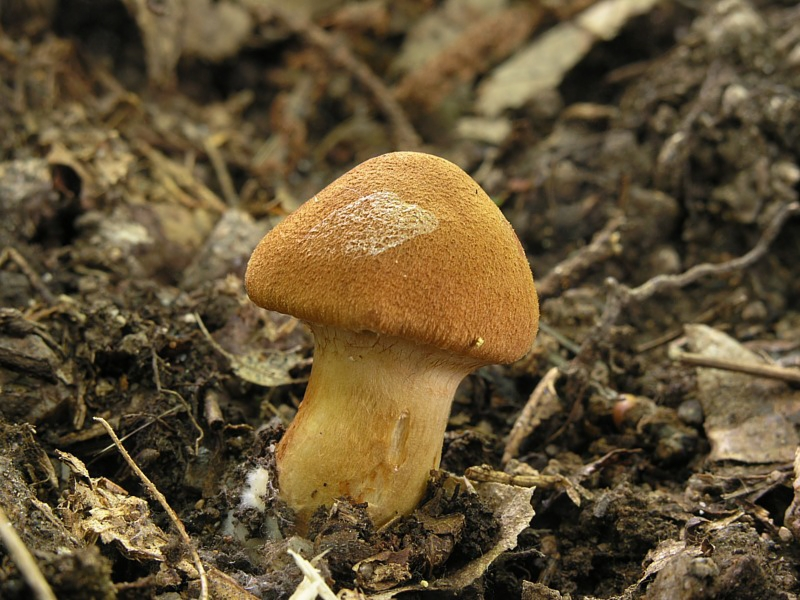
Młody owocnik

Zasłonak rudy (Cortinarius orellanus Fr.) – gatunek grzybów z rodziny zasłonakowatych (Cortinariaceae).

## Systematyka i nazewnictwo
Pozycja w klasyfikacji według Index Fungorum: Cortinarius, Cortinariaceae, Agaricales, Agaricomycetidae, Agaricomycetes, Agaricomycotina, Basidiomycota, Fungi.
Po raz pierwszy opisał go Elias Fries w 1838 r. i nadana przez niego nazwa naukowa jest aktualna. Synonimy nazwy naukowej:
- Cortinarius orellanus Fr. 1838, var. orellanus
- Cortinarius orellanus var. rutilans (Quél.) Moënne-Locc. & Reumaux 2005
- Cortinarius orellanus var. tristis Moënne-Locc. & Reumaux 1991
- Cortinarius rutilans Quél. 1898
- Dermocybe orellana (Fr.) Ricken 1915

Polską nazwę podali Barbara Gumińska i Władysław Wojewoda w 1968 r.

## Morfologia
Kapelusz
Średnica 4–7 cm. Za młodu półkulisty lub dzwonkowaty, później wypukły z podwiniętymi brzegami, z tępym garbkiem pośrodku. Powierzchnia matowa i pilśniowa z delikatnymi łuskami. Kolor cynamonowobrązowy, brązowoczerwony lub brązowy.
Blaszki
Początkowo szafranowożółte, potem pomarańczowe do pomarańczowordzawych. Są wypukłe, rzadkie i dość grube, szeroko przyrośnięte do trzonu lub nieco zbiegające.
Trzon
O wysokości 5–10 cm, cylindryczny, u dołu zwężony, pełny, żółtawy lub żółtawobrązowy z podłużnymi ciemniejszymi włóknami.
Miąższ
Żółtawy. Smak łagodny lub lekko kwaskowaty, zapach słaby, podobny do zapachu rzodkwi.
Wysyp zarodników
Rdzawobrązowy. Zarodniki elipsoidalne lub migdałkowate, lekko brodawkowate o wielkości 8–11 × 5,5–7 μm.
Gatunki podobne
- Zasłonak rudawy (Cortinarius rubellus) ma wyraźniejszy garb, zgrubiały u podstawy trzon, a jego blaszki nie mają pomarańczowego odcienia. Występuje w lasach iglastych[4].
- Zasłonak purpurowoblaszkowy (Cortinarius semisanguineus). Ma bardziej czerwone blaszki i występuje w lasach iglastych[4].

## Występowanie i siedlisko
Notowany jest w wielu krajach Europy oraz Kolumbii Brytyjskiej w Kanadzie. W Polsce gatunek rzadki. Znajduje się na Czerwonej liście roślin i grzybów Polski. Ma status R – potencjalnie zagrożony z powodu ograniczonego zasięgu geograficznego i małych obszarów siedliskowych. Znajduje się na listach gatunków zagrożonych także w Szwajcarii, Niemczech, Danii, Holandii, Norwegii, Szwecji.
Grzyb mykoryzowy. Występuje w lasach liściastych i mieszanych, od sierpnia do października. Jest pospolity zarówno na nizinach, jak i na pogórzu i w górach. Szczególnie często występuje pod dębami, rzadziej pod bukami i brzozami.

## Znaczenie
Grzyb śmiertelnie trujący. Zawiera alkaloid orellaninę, która nie rozpuszcza się w wodzie, dlatego gotowanie nie zmniejsza toksyczności grzyba. Orellanina selektywnie uszkadza komórki kanalików nerkowych, powodując rozległe zmiany zwyrodnieniowe i martwicze. Toksyna ma charakter kumulatywny – powtarzane spożywanie nawet niewielkich dawek powoduje narastające objawy chorobowe. Dochodzi do uszkodzenia nerek i w następstwie ich niewydolności. Pierwsze objawy pojawiają się po kilku dniach, ale rozwinięte objawy zatrucia występują dopiero po ok. 2 tygodniach (z tego względu niekiedy można nie wiązać ich ze spożyciem tego grzyba).
Ocenia się, że dawką śmiertelną jest ok. 100–200 g zasłonaka rudego, ale działanie toksyczne zależy też od osobniczej wrażliwości oraz stanu nerek przed zatruciem. Śmierć może nastąpić w wyniku nieleczonej niewydolności nerek. Nie ma specyficznej odtrutki na orellaninę i leczenie sprowadza się do dializoterapii lub transplantacji nerki.
O tym, że jest to grzyb trujący, przekonano się w Polsce dopiero pod koniec lat 50. XX wieku. Miały miejsce wówczas dwie fale zatruć tym grzybem, w wyniku których zmarło około 10 osób. Wcześniej uważano zasłonaki za grzyby nietrujące.